# Гайтанци
 Тази статия е за селото във Видинско.  За селото в Ломско вижте Смирненски (област Монтана).  
Гайта̀нци е село в Северозападна България. То се намира в община Видин, област Видин.

## География
Селото се намира в Северозападна България, на 25 км от град Видин посока София по главен път Е79.

## История
По време на Балканската война в 1912 година един човек от Гайтанци се включва като доброволец в Македоно-одринското опълчение.
По време на колективизацията в селото е създадено Трудово кооперативно земеделско стопанство „Девети септември“ в чест на Деветосептемврийския преврат от 1944 година. През лятото на 1950 година 1 семейство (4 души) от селото е принудително изселено от комунистическия режим. През 1958 година местни жители пребиват изпратени в селото комунистически агитатори.
Камен Лилов, жител на селото написва книга за историята на Гайтанци, бита и развитието му, която е издадена през 2004-та година и която може да бъде намерена в кметството.

## Население
Преброяване на населението през 2011 г.
Численост и дял на етническите групи според преброяването на населението през 2011 г.:
|                     | Численост | Дял (в %) |
| Общо                | 118       | 100,00    |
| Българи             | 118       | 100,00    |
| Турци               | 0         | 0,00      |
| Цигани              | 0         | 0,00      |
| Други               | 0         | 0,00      |
| Не се самоопределят | 0         | 0,00      |
| Неотговорили        | 0         | 0,00      |

## Религии
Православно християнство

## Културни и природни забележителности
„Дачова дупка“ е пещера, която се намира в края на селото на пътя за село Въртоп, която не е неизследвана. Старите хора казват, че са пускали бременна свиня в нея, която после излязла в Румъния с прасенца. Пещерата в началото си е широка, след това има стеснение.

## Редовни събития
Събор на селото, който се провежда на 1 и 2 май.